# Demenca z Lewyjevimi telesci
Demenca z lewyjevimi telesci (DLT) je oblika demence, ki se sčasoma slabša. Poleg demence se pojavljajo še nihanje pozornosti, vidne halucinacije, upočasnjenost gibov, težave pri hoji in okorelost. Pogosti so tudi čezmerni gibi med spanjem, depresija in spremembe razpoloženja.
Vzrok ni pojasnjen. Praviloma v bolnikovi anamnezi ni podatkov o bolezni v družini. V citoplazmi živčnih celic skorje velikih možganov pride do nastanka lewyjevih telesc, vključkov nakopičenih α-sinukleina in ubikvitina. Uvrščamo jo med nevrodegenerativne bolezni. Sum na diagnozo praviloma temelji na simptomih, s krvnimi preiskavami in metodami slikanja pa se izključijo druge možne bolezni. Diferencialna diagnoza vključuje parkinsonovo in alzheimerjevo bolezen.
Zdravilo, ki bi bolezen pozdravilo, ne obstaja. Uporabljata se podporno zdravljenje ter lajšanje nekaterih motoričnih in duševnih simptomov, ki jih povzroča demenca z lewyjevimi telesci. Zaviralci acetilholinesteraze, na primer donepezil, lahko delujejo koristno. Določeni motorični simptomi se lahko ublažijo z uporabo levodope. Antipsihotikov se je treba zaradi neželenih učinkov izogibati, tudi pri bolnikih s halucinacijami.
DLT je po alzheimerjevi bolezni in vaskuarni demenci tretji najpogostejši vzrok demence. Praviloma nastopi po 50. letu starosti. Prizadene okoli 0,1 % ljudi, starejših od 65 let, pogosteje moške kot ženske. V končni, napredovali fazi bolezni so lahko bolniki povsem odvisni od negovalcev. Pričakovano preživetje v trenutku diagnoze je okoli osem let. Nenormalne vključke v možganskih celicah, ki povzročijo bolezen, je leta 1912 odkril Frederic Lewy.

## Simptomi
Demenca z lewyjivimi telesci se kaže s kognitivno disfunkcijo, prej ali slej pa se pri vseh bolnikih pojavi demenca. V nasprotju z alzheimerjevo boleznijo, kjer je prvi simptom slabšanje spomina, demenca z lewyjevimi telesci prizadene pozornostni sistem, izvršilne in vidno-prostorske sposobnosti, najpogosteje bolj zgodaj in bolj izrazito kot alzheimerjeva bolezen. Spomin je pri DLT prizadet kasneje v poteku. Pogosto pri bolniku opazimo na primer težave pri vožnji, med katero se izgublja ali neustrezno ocenjuje razdalje, ali kot slabšanje sposobnosti za delo. V nasprotju z bolniki s parkinsonovo boleznijo bolniki z demenco z lewyjevimi telesci razvijejo napredujoč kognitivni upad pred nastopom motoričnih (ekstrapiramidnih) znakov ali znotraj prvega leta od nastopa teh znakov.

## Epidemiologija
DLT je po alzheimerjevi bolezni in mešanemu tipu bolezni vaskularno demenco tretji najpogostejši vzrok demence. Praviloma nastopi po 50. letu starosti. Po oceni ima okoli 60 do 75 % bolnikov, diagnosticiranih z demenco, alzheimerjevo bolezen ali mešani tip demence (alzheimerjevo bolezen in vaskularbo demenco), 10 do 15 % pa demenco z lewyjevimi telesci. Preostali bolniki spadajo v širok spekter drugih tipov demence (pickova bolezen, korsakovova bolezen, čista vaskularna demenca ...). Pogostnost demence z lewyjevimi telesci je verjetno podcenjena. Glede na spol je nekoliko pogostejša pri moških. Njena prevalenca se s starostjo veča; povprečna starost nastopa bolezni je 75 let.

## Vzrok
Poglavitni vzrok bolezni ni pojasnjen, opisali pa so genetsko povezavo z genom PARK11. Enako kot parkinsonova in alzheimerjeva bolezen se tudi DLT praviloma pojavlja sporadično in ne kaže, da bi bila bolezen močno vezana na dednost. Kot pri alzheimerjevi bolezni je tudi pri DLT tveganje povečano pri podedovanem alelu ε4 gena za apolipoprotein E (APOE).
Pri DLT je izguba holinergičnih nevronov, ki proizvajajo acetilholin, povezana z upadom kognitivne funkcije, podobno kot pri alzheimerjevi bolezni. Na drugi strani pa je odmiranje dopaminergičnih nevronov, ki proizvajajo dopamin, odgovorno za upad motorične oziroma gibalne funkcije, podobno kot pri parkinsonovi bolezni. Zato demenca z lewyjevimi telesci v določenih vidikih spominja na obe drugi omenjeni nevrodegenerativni bolezni. 